# 2003년 아일랜드 전국 중간 헐링 선수권 대회
2003년 아일랜드 전국 중간 헐링 선수권 대회는 아일랜드 전국 헐링 챔피언십의 20번째 대회였다.챔피언십은 2003년 8월 30일에 끝났다.
골웨이는 전 대회 챔피언이었지만 전 아일랜드 준결승에서 패배했다. 코크는 결승전에서 킬케니를 1-21 대 0-23으로 꺾고 우승을 차지했다.